# Zwarte Zee-overstromingshypothese

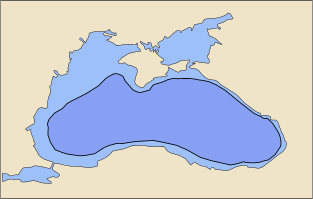
Huidige Zwarte Zee (lichtblauw) en in 5600 v.Chr. (donkerblauw) volgens de hypothese van Ryan en Pitman

De Zwarte Zee-overstromingshypothese is een hypothetische catastrofale stijging van het niveau van de Zwarte Zee rond 5600 v.Chr., te wijten aan het doorbreken van wateren van de Middellandse Zee in de Bosporus.
De Zwarte Zee was een reusachtig zoetwatermeer gedurende het laatste glaciaal, het Weichselien. Enerzijds stonden de oceanen en de daarmee in open verbinding staande Middellandse Zee 120 m lager dan het huidige niveau omdat veel water lag opgeslagen in enorme landijsmassa's. Anderzijds stond de Zwarte Zee zelf ook 70 tot 155 m lager dan nu door de toegenomen verdamping en verminderde aanvoer van rivieren. Waar zich nu de Bosporus bevindt, was er enkel een droge depressie van circa 15 tot 50 m diep.
Er was dus geen verbinding tussen de Zwarte Zee en de Middellandse Zee; de Zwarte Zee was een endoreïsch bekken. De Zwarte Zee werd steeds zoeter door de aanvoer van rivierwater.
Toen na het glaciaal de zeespiegel weer steeg, kwam er een moment dat de Middellandse Zee en de Zwarte Zee weer met elkaar werden verbonden. Over de manier waarop dat gegaan is, bestaan verschillende inzichten. De twee voornaamste theorieën worden gegeven door de geologen William Ryan en Candace Major.
- Ryan[3] veronderstelde een snelle - circa 1 tot 3 jaar durende - mogelijk zelfs catastrofale reconnectie van de Zwarte Zee met de Middellandse Zee rond 5600 v.Chr. Deze veronderstelde catastrofe wordt wel in verband gebracht met de verspreiding van het Neolithicum, de zondvloed en het Gilgamesj-epos.
- Candace O. Major[4] stelt daarentegen dat de Zwarte Zee rond 7400 v.Chr. op een rustige - enkele decennia tot enkele eeuwen durende - manier vanuit de Middellandse Zee is volgelopen.
- De geologen Turneya en Brown[5] hebben een compromis voorgesteld en geven tevens een beeld van hoe de verspreiding van het neolithicum door deze gebeurtenis versneld zou kunnen zijn.

## Theorie catastrofaal vollopen Zwarte Zee rond 5600 v.Chr.

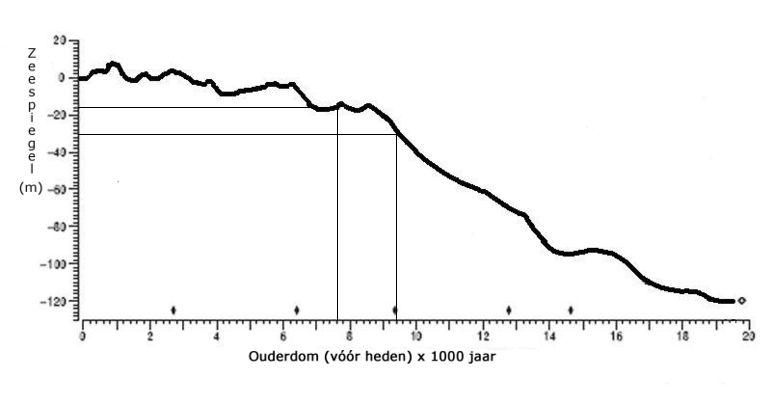

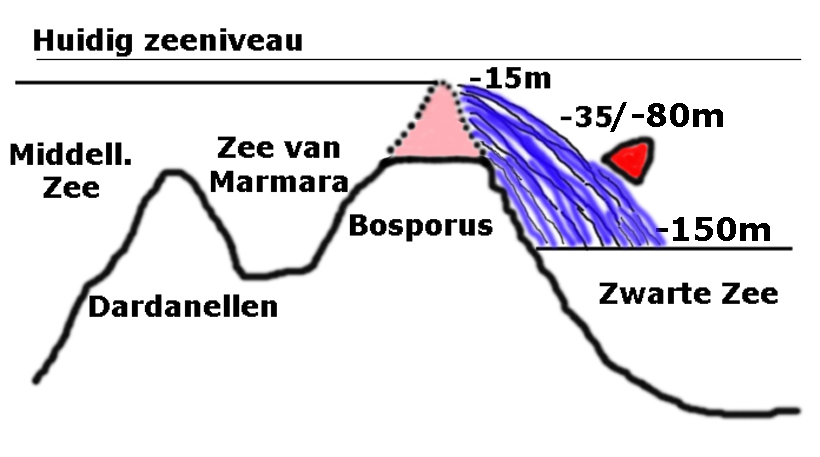

Men ontdekte op wat nu de bodem van de zee is, een begraven laag van schelpengruis, doorsneden door meanderende rivierbeddingen, rivierdelta's en stranden. De kleilaag onder dit schelpengruis bevat overvloedig plantaardig materiaal, wortels, slakken en scheuren door uitdroging. Het lijkt erop dat hier vroeger een kust-moeras was. Het ligt nu circa 140 m diep onder water.
Eerdere onderzoekingen rapporteerden al löss-lagen, vloedlijnen, kustafzettingen en strandterrassen uit een periode van 15.780 tot 7660 v.Chr. op diepten tussen 93 en 122 m en op grote diepte verborgen rivierdalen die suggereren dat het wateroppervlakte in het glaciaal minimaal 110 m lager dan nu lag.
Ryan stelde dat er twee mogelijke verklaringen zijn:
1. Circa 10.000 v.Chr. was het glaciaal afgelopen en begonnen de oceanen weer te stijgen. Circa 7000 v.Chr. stonden ze op circa 35 meter onder het huidige niveau.[9] Dat is de tegenwoordige drempeldiepte van de Bosporus. Mogelijk begon toen het Middellandse Zeewater als een beekje de Zwarte Zee op te vullen. Maar de sapropeel (een zuurstofarme, zwarte modder) is pas 2000 jaar later ontstaan. Mogelijk is de oorzaak hiervan dat het (zwaardere) zoute water langzaam naar de bodem van het bekken is gezakt en pas 2000 jaar later anoxisch (zuurstofarm) werd hetgeen leidde tot de vorming van sapropeel.[10]
2. Rond 5600 v.Chr. vervingen zouttolerante flora en fauna abrupt een flora en fauna die leefden in een zoetwatermeer en het binnenstromen van zout water niet konden overleven, behalve in de riviermondingen. Rond die tijd verscheen er ook een ander type mollusken (weekdieren).[11] Boringen tonen aan dat de Bosporus anno 2005 met een laag sedimenten bedekt was en dat de harde rots op een diepte ligt van minimaal 85 meter. Ryan veronderstelde nu, dat er in de Bosporus een 70 meter dikke laag sedimenten gelegen moet hebben op circa 15 meter onder de huidige zeespiegel. Dit niveau werd door de oceaan (en de daarmee in verbinding staande Middellandse zee) pas circa 5600 v.Chr. bereikt. Daarop stroomde zout water door deze doorgang. Door deze stroming werden er sedimenten weggevoerd, waardoor de opening groter werd. Daardoor werd de stroming sterker en werden er weer meer sedimenten weggevoerd enzovoort. Toen alle sedimenten weggespoeld waren, was er een doorgang ontstaan die meer dan 50 km³ water per dag kon doorlaten. Er was dus sprake van een ware stortvloed. Het wateroppervlak van de Zwarte Zee steeg aanvankelijk met tientallen cm per dag.[12] Zo'n 100.000 km² land werd binnen een (paar) jaar overstroomd.

Het onderlopen van dit uitgestrekte land zou mogelijk de verspreiding van de vroege neolithische cultuur naar Europa hebben versneld.
Rond 5550 v.Chr. waren er al neolithische boeren gevestigd in Griekenland, Bulgarije, Roemenië en langs de kust van de Zee van Marmara. Rond 5000 v.Chr. verspreidde deze cultuur zich snel landinwaarts, langs de dalen van grotere rivieren van zuidoost Europa. De ploeg en eenvoudige irrigatie verschijnen plotseling in de Zuidelijke Kaukasus.
Deze versnelde uitbreiding van het neolithicum zou kunnen zijn veroorzaakt door de verdrijving van de bewoners van de ondergelopen kusten van de Zwarte Zee. Deze bewoners waren aangepast aan de natuurlijke bronnen hiervan, te weten: de löss, de door water afgezette klei en vochtige leem.

### Onderzoeksmethoden
- Boorkernen met flora, fauna, schelpen en sedimenten
- C14-datering
- Zuurstofisotopenanalyse

## Theorie 'rustig' vollopen Zwarte Zee rond 7400 v.Chr.
| Etage       | Sub-etage    | Chronozone   | Tijd geleden (jaar v. Chr.) |
| ----------- | ------------ | ------------ | --------------------------- |
| Holoceen    | Holoceen     | Preboreaal   | 8.640 - 9.560               |
| Weichselien | Laatglaciaal | Jonge Dryas  | 9.560 - 10.700              |
| Weichselien | Laatglaciaal | Allerød      | 10.700 - 11.350             |
| Weichselien | Laatglaciaal | Oude Dryas   | 11.350 - 11.480             |
| Weichselien | Laatglaciaal | Bølling      | 11.480 - 11.730             |
| Weichselien | Laatglaciaal | Oudste Dryas | 11.780 - 11.860             |
| Weichselien | Laatglaciaal | Meiendorf    | 11.860 - 12.500             |

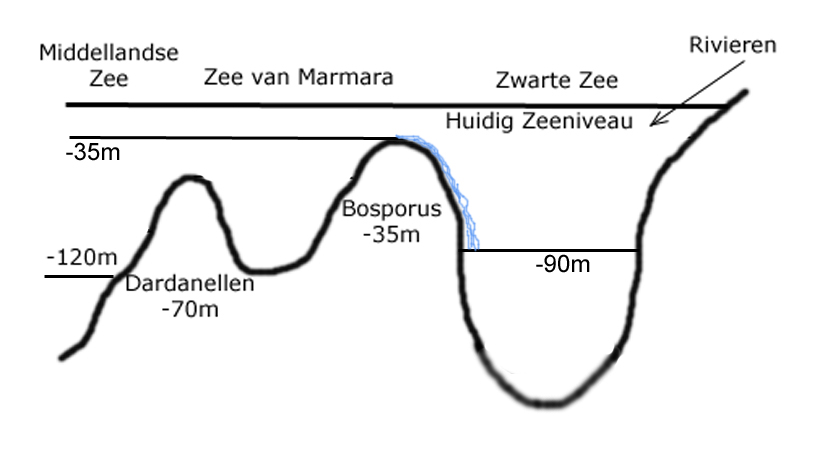

Candace O. Major stelt dat de Zwarte Zee tussen ca. 15.700 en ca. 14.200 v.Chr. voor de Bølling-warmteperiode, door de toevoer van zeer veel smeltwater met sedimenten van Finse, Scandinavische en Alpen gletsjers zo hoog stond, dat hij (bijna) overvloeide in de Middellandse Zee.
Daarna stopte de toevoer van deze noordelijke gletsjers en zou er een dalende waterspiegel van het meer zijn geweest gedurende relatief warme perioden (Bølling-interstadiaal, Allerød-interstadiaal en Preboreaal) vanwege de toegenomen verdamping. Er zou weer een hogere waterspiegel zijn geweest gedurende de koude perioden daartussen (zoals de jonge Dryas) vanwege toenemende toevoer door rivieren met minder verdamping.
Hoewel de jonge Dryas een zeer droge (en koude) periode was, lijkt de Zwarte Zee toen toch te zijn gestegen tot misschien wel de hoogte van 30 meter onder het huidige niveau, waarop hij mogelijk nogmaals kon uitstromen in de Middellandse Zee.
Ten slotte was er circa 7400 v.Chr. waarschijnlijk weer een verbinding met de oceaan. Dit is eerder dan de 5600 v.Chr. die voorheen werd voorgesteld door Ryan.
De open verbinding met de oceaan is aantoonbaar door het verschijnen van zout-tolerante mollusken, waarvan het calciumcarbonaat (CaCO3) van de schelpen een grotere hoeveelheid aan δ18O isotoop vertoont. Dit verschil begint op te treden tussen 8100–6850 v.Chr. Rond 7000 v.Chr. zou deze overgang voltooid zijn. Circa 5600 v.Chr. was het zoutgehalte hoog genoeg en verschenen de sapropeel-sedimenten waar Ryan zijn eerdere datering van een mogelijk catastrofale overstroming op baseerde.
Boorkernen van ondieper dan 80 meter onder het huidige niveau van de Zwarte Zee tonen een laag uit 7400 v.Chr. (vrijwel direct daaronder zitten veel oudere lagen). Boven deze laag zit de latere zout-tolerante fauna van na de reconnectie. Dit suggereert dat het peil van de Zwarte Zee ten tijde van de reconnectie 70–90 meter onder het huidige niveau was. Op die diepte is nu een ondergelopen kustlijn te zien.
De datering van de eerste zouttolerante fauna in de Zwarte Zee (7400 v.Chr.) suggereert dat de Middellandse Zee toen 30 meter onder het huidige niveau stond. Het overvloeien van de monding van de Sakarya rivier (Noordwest-Turkije) begon pas kort na 7000 v.Chr. Dit suggereert een geleidelijke stijging van het niveau van de Zwarte Zee na de reconnectie.

### Onderzoeksmethoden
Er is onderzoek gedaan aan sedimenten uit boorkernen van allerlei diepten en van diverse missies. Onderzocht zijn monsters van klei, modder en overblijfselen van flora en fauna. Men heeft hiervan bepaald:
- De zuurstofisotopenanalyse (δ18O) - met behulp van massaspectrometrie.
- De verhouding van strontiumisotopen 86Sr/87Sr/88Sr.[18] Hiervoor werd strontium gezuiverd uit molluskschelpen en uit klei. Analyse gebeurt met behulp van massaspectrometrie.
- De verhouding strontium en calcium uit calciumcarbonaat van molluskschelpen. Analyse gebeurt met behulp van massaspectrometrie.
- Mineralenonderzoek van kleilagen, zoals illiet en kaolien.

Verder wordt voor de ijking 14C-datering van schelpen toegepast.
Het vóórkomen van deze stoffen en de verhoudingen waarin zij voorkomen zijn reacties op belangrijke variabelen in de omgeving als temperatuur en zoutgehalte.

## Theorie (catastrofaal) vollopen Zwarte Zee rond 6500 v.Chr.
Turneya en Brown stellen dat de Zwarte Zee tussen 7400 – 5500 v.Chr. (op catastrofale wijze) is overstroomd vanuit de Middellandse Zee. Uit C14-datering van mollusken menen zij deze instroom rond 6300 v.Chr. te kunnen dateren. Deze overstroming zou veroorzaakt zijn door de abrupte zeespiegelstijging van 1,4 meter ten gevolge van het instorten van de Laurentidegletsjer in Amerika (tussen 6740 en 6160 v.Chr.). Deze plotselinge stijging van de oceanen zou het doorbreken van de barrière in de Bosporus veroorzaakt hebben. De overstroming van de Zwarte Zee zou vervolgens hebben geleid tot een versnelde verspreiding van de Neolithische cultuur over Europa (de omslag van jager-verzamelaars naar neolithische boeren).
Bekijken we alleen de stijging van de zeespiegel van 1,4 meter ten gevolge van het instorten van de Laurentidegletsjer rond 6300 v.Chr. dan zou in Anatolië, Cyprus en het Nabije Oosten 1120 km² land zijn overstroomd. Bij een bevolkingsdichtheid van 2 per km² zou dat circa 2200 mensen hebben gedwongen om te verhuizen. Dit kan echter de grote uitbreiding van het Neolithicum rond 6200 v.Chr. niet verklaren.
Door het overstromen van de Zwarte Zee zou 72.700 km² land zijn overstroomd. Het zou in het langzame scenario van Candace O. Major minstens 34 jaar geduurd hebben voor de Zwarte Zee weer op het huidige niveau stond. In het catastrofale scenario van Ryan zou het circa een tot drie jaar geduurd hebben. Hoe dan ook: er moesten circa 145.000 mensen verhuizen. En die hadden een voorkeur voor de beperkt aanwezige rivierdalen en oevers van meren omdat zij water nodig hadden voor hun landbouw, leem voor hun huizen en klei voor hun potten. Dan zou er dus een beperkte keus geweest zijn voor hun woonoorden. En zo gauw deze "vol" waren, vond er migratie plaats. Dit leidde op langere termijn tot het uitbreiden van het Neolithicum naar Europa.
Het is altijd een punt van discussie geweest of de verspreiding van het Neolithicum plaatsvond door migratie (verhuizing) door bevolkingsdruk dan wel door imitatie (terwijl de bevolkingen op hun plaats bleven). Turneya en Brown stellen een combinatie van beide factoren voor.
1. In het Midden-Oosten en Zuid-Anatolië was het Neolithicum al rond 10.900 v.Chr. stevig gevestigd. Men had zich gevestigd in nederzettingen en bedreef landbouw. Rond 8500 v.Chr. begon men ook veeteelt te bedrijven en rond 6500 v.Chr. begon men potten te bakken.
2. Eerste migratie. Er is archeologisch bewijs dat aantoont dat rond 7200 v.Chr. landbouw en veeteelt zich naar Cyprus en Griekenland verspreidden via Anatolië. Eenmaal in Griekenland schijnt het Neolithicum zich echter 1000 jaar lang niet verder verspreid te hebben.
3. Tijdens de periode van de overstroming van de Zwarte Zee tussen 6300 – 6200 v.Chr. schijnen er geen nieuwe neolithische nederzettingen bijgekomen te zijn.
4. Tweede migratie. Vanaf 6200 v.Chr., na de overstroming van de Zwarte Zee, trokken neolithische boeren door de rivierdalen van de Zwarte Zee naar de Balkan waar de neolithische nederzettingen zich snel vermeerderden met een piek rond 5800 v.Chr.
5. Imitatie. Rond 6000 v. Chr is de verspreiding van het Neolithicum door migratie gestopt en grotendeels vervangen door verspreiding door imitatie. Doordat er sociale- en handelscontacten waren, keken naburige volkeren de landbouw, veeteelt en het pottenbakken af van de Balkanvolkeren en verspreidde het Neolithicum zich over grote delen van Europa met een piek rond 5300 v.Chr.[20]
6. Tweede imitatie. De verdere verspreiding van het Neolithicum stopte tot rond 3700 v.Chr. toen het overgenomen werd in Denemarken en Engeland.

Een verdere mogelijke aanwijzing voor de juistheid van de veronderstellingen van Turneya en Brown is, dat de vroeg-neolithische plaats Çatal Hüyük rond 6200 v.Chr. in verval raakte. De bevolking verspreidde zich over de vlakte. Hoewel men meestal aanneemt dat deze gebeurtenis is veroorzaakt doordat een groep bewoners het oneens was met de sociale orde binnen de nederzetting, zou het verval ook door het binnenvallen van migranten uit de ondergelopen gebieden veroorzaakt kunnen zijn. Ook Cyprus zou immers rond 6000 v.Chr. verlaten zijn.

## Gilgamesj-epos en bijbel
Volgens sommigen zouden de 'herinneringen' aan deze ramp ongeveer 3500 jaar lang in het 'collectief onbewuste' van de mensheid bewaard zijn gebleven en aan de basis liggen van de diverse zondvloedmythes in Mesopotamië in het Gilgamesj-epos en nog 1700 jaar later in Judea in de bijbel.
Het laatste woord over de reconnectie van de Zwarte Zee met de Middellandse Zee is waarschijnlijk nog niet gezegd.